# Гілфорд (округ, Північна Кароліна)
Шаблон:StateAbbr_ 36°05′ пн. ш. 79°47′ зх. д. / 36.08° пн. ш. 79.79° зх. д.
Округ Гілфорд (англ. Guilford County) — округ (графство) у штаті  Північна Кароліна, США. Ідентифікатор округу 37081.

## Історія
Округ утворений 1770 року.

## Демографія
За даними перепису 
2000 року 
загальне населення округу становило 421048 осіб, зокрема міського населення було 353578, а сільського — 67470.
Серед мешканців округу чоловіків було 201729, а жінок — 219319. В окрузі було 168667 домогосподарств, 109819 родин, які мешкали в 180391 будинках.
Середній розмір родини становив 2,96.
Віковий розподіл населення поданий у таблиці:
| Стать    | До 15 років | 15-21 | 22-29 | 30-39 | 40-49 | 50-65 | 65-85 | Понад 85 |
| -------- | ----------- | ----- | ----- | ----- | ----- | ----- | ----- | -------- |
| Чоловіки | 43111       | 20630 | 24916 | 33246 | 30537 | 29810 | 17939 | 1540     |
| Жінки    | 41601       | 22204 | 25672 | 33925 | 32623 | 33297 | 25582 | 4415     |

## Суміжні округи
- Рокінггем — північ
- Аламанс — схід
- Рендолф — південь
- Девідсон — південний захід
- Форсайт — захід

## Виноски
1. ↑  U.S. Decennial Census. United States Census Bureau. Архів оригіналу за 19 липня 2018. Процитовано 17 січня 2015.
2. ↑  Historical Census Browser. University of Virginia Library. Архів оригіналу за 11 серпня 2012. Процитовано 17 січня 2015.
3. ↑  Forstall, Richard L., ред. (27 березня 1995). Population of Counties by Decennial Census: 1900 to 1990. United States Census Bureau. Архів оригіналу за 3 березня 2015. Процитовано 17 січня 2015.
4. ↑  Census 2000 PHC-T-4. Ranking Tables for Counties: 1990 and 2000 (PDF). United States Census Bureau. 2 квітня 2001. Архів оригіналу (PDF) за 18 грудня 2014. Процитовано 17 січня 2015.
5. ↑  State & County QuickFacts. United States Census Bureau. Архів оригіналу за 6 червня 2011. Процитовано 19 жовтня 2013.(англ.) Наведено за англійською вікіпедією.
6. ↑  American FactFinder. Бюро перепису населення США. Архів оригіналу за 26 лютого 2012. Процитовано 31 січня 2008.

| США | Це незавершена стаття з географії США. Ви можете допомогти проєкту, виправивши або дописавши її. |